# Lodewijk Elzevir

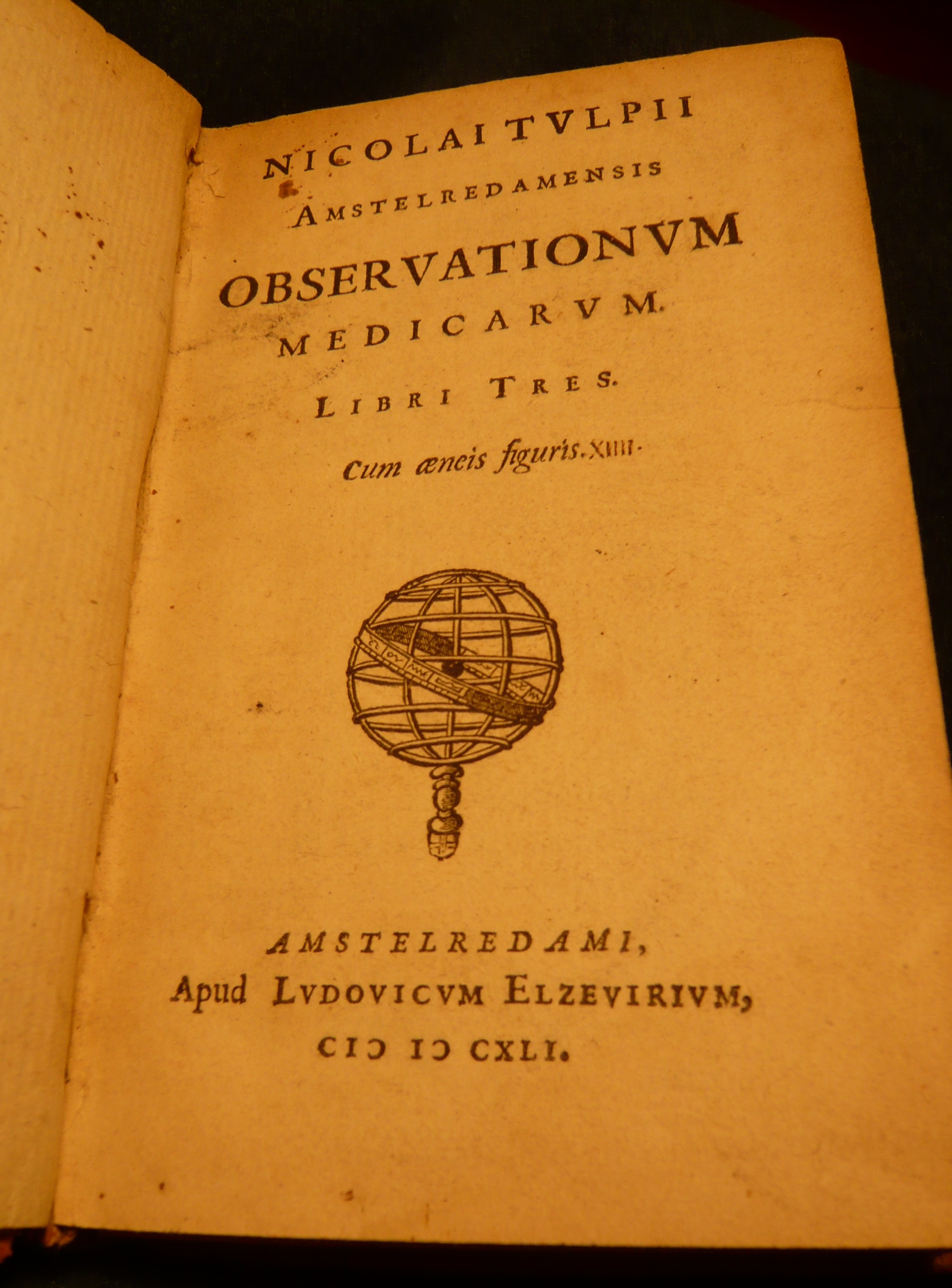
Página título do livro do Prof. Nicolaes Tulp Observacionum Medicarum, publicado por Ludovicum Elzevirium, 1641

Lodewijk Elzevir (Leuven, ca. 1540 – Leiden, 4 de fevereiro de 1617), originalmente Lodewijk ou Louis Elsevier ou Elzevier, foi um impressor, nascido na cidade de Leuven (atualmente na Bélgica, então parte dos Países Baixos de Habsburgo ou Países Baixos Espanhóis). Fundou a Elzevir, que imprimiu, por exemplo, Duas Novas Ciências, uma obra de Galileu Galilei, em uma época em que esta obra foi suprimida por razões religiosas. Embora a Casa de Elzevir tenha cessado de publicar em 1712, a moderna companhia neerlandesa Elsevier foi fundada em 1880 e tomou seu nome da histórica casa publicadora neerlandesa.

## Biografia
Elzevir, filho de Hans Helschevier, nasceu em Leuven e iniciou sua carreira como encadernador na Plantin Press de Christophe Plantin em Antuérpia. Em 1563 casou com Maijke de Verdeijen Verbois em Antuérpia, onde nasceram seus dois primeiros filhos. Mudou-se para Wesel antes de 1570, para Douai antes de 1575 e estabeleceu-se em Leiden antes de 1580.
Produziu seu primeiro livro em Leiden em 1583 e sob seus descendentes o negócio continuou até 1791. Sua casa impressora foi instrumental na publicação de obras fundamentalmente importantes em ciência. Atípico em outros impressores da época, os livros de Elzevir focaram sobre robustez ao invés de elegância e legibilidade ao invés de caracteres ornamentais. Seus livros foram usualmente pequenos com margens estreitas. Christopher van Dyck foi um dos projetistas de tipos. A maior parte das obras fo publicada em latim.
Seu filho mais velho Matthijs e seu sexto filho Bonaventure Elzevir e seus netos Abraham Elzevir e Isaac Elzevir continuaram e expandiram o negócio. O Lodowijk Elzevir que famosamente encontrou Galileo em Arcetri em 1636 foi o neto deste Lodwijk (1604–1670).